# Purpan
Purpan est un quartier de Toulouse situé à l'ouest de la ville.

## Origine du nom
Ce nom a été choisi en mémoire de Pons-François Purpan, qui s'est installé à Toulouse en 1608. Maître en chirurgie, il était chirurgien du Roi à Toulouse. Il avait acquis un titre de noblesse et des terres (Lavelanet de Purpan).

## Historique
En 17 mars 1940, l'Hôpital de Purpan est inauguré.
Le 11 décembre 2010, le tramway de Toulouse, desservant le quartier, est inauguré.

## Emplacement du quartier
Il est compris dans le quartier no 13 selon le découpage municipal de la ville avec Saint-Martin du Touch, qui est contiguë à celui de Casselardit.
Le quartier contient les secteurs :
- Ancely
- Baluffet
- Arènes Romaines

## Lieux importants
- CHU de Purpan
- Centre commercial de Purpan
- enseignement supérieur : École d'ingénieurs de Purpan

## Aménagement urbain

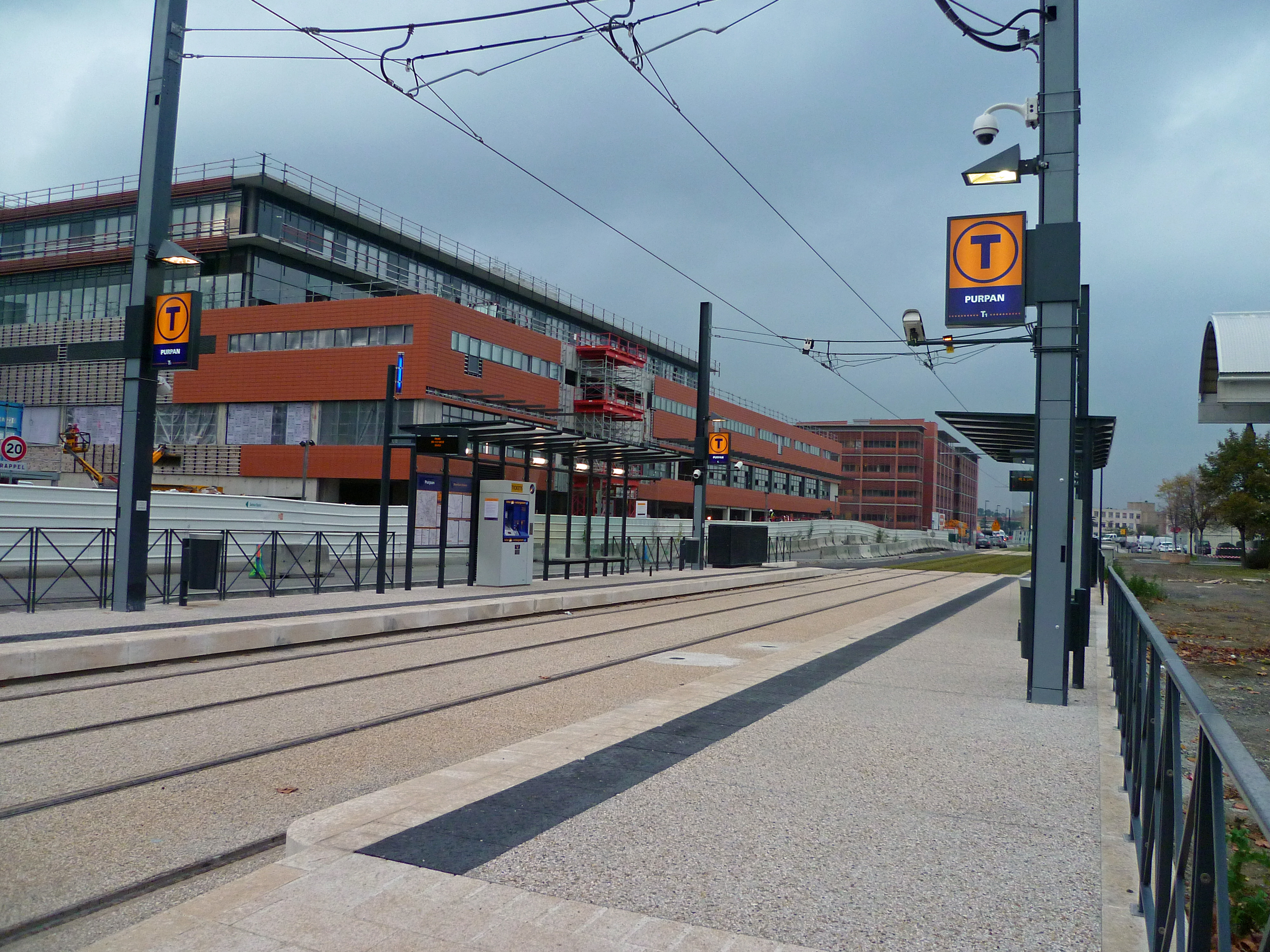
La station Purpan du tramway

### Transports en commun
- Purpan
- Arènes Romaines et Ancely
  - 4666
- Blagnac (2028)
  - 4666

Les lignes de bus L24563 desservent également le quartier au sud.

### Axes routiers
- Autoroute A620 (rocade ouest) : Accès no 29
- Autoroute A621 : Accès no 2
- Autoroute A624 : Accès no 1